# Monasterio de Shalu
El Monasterio de Shalu es un pequeño monasterio situado a 22 kilómetros al sur de Shigatse, en el Tíbet. Fue edificado en el año 1040 por un monje tibetano llamado Chetsun Sherab Jungnay.
Durante muchos siglos, fue un afamado centro de estudio y entrenamiento psicológico. Sus pinturas murales se situaban entre las más antiguas y famosas de todo el Tíbet. Fue, además, el primero de los principales monasterios construidos por las familias nobles de la dinastía Tsang durante el gran renacimiento del budismo tibetano y un centro importante de la tradición Sakya.

## Historia
En 1329 un terremoto devastador demolió el templo de Shalu, que fue reconstruido más adelante en 1333 por los señores locales bajo mando del emperador mongol de China. El nuevo marco arquitectónico del monasterio fue dominado por el estilo mongol, con las paredes inclinándose hacia dentro alrededor de un patio principal, abundancia de madera tallada y azulejos en la azotea esmaltados en Qinghai, Mongolia. 
Cuando se construyó el nuevo establecimiento, el templo estaba bajo mando del 11º abad, Buton Rinchen (1290-1364). Buton no era unsimple administrador, sino que se le recuerda también como un erudito y escritor prodigioso que sigue siendo aclamado en el Tíbet como un gran historiador. Buton catalogó todas las escrituras budistas de Shalah, unos 4.569 trabajos religiosos y filosóficos, ajustándoles su formato a un orden lógico y coherente. También escribió un libro llamado La Historia del Budismo en la India y el Tíbet, que muchos eruditos tibetanos utilizan en su estudio hoy. 
Después de su muerte, el monasterio se convirtió en un centro importante de estudios esotéricos y de entrenamiento psíquico durante varios siglos. El propósito de los lamas que cultivaban capacidades paranormal no era similar al de magos ni a milagreros, sino una iluminación espiritual filosófica, una creencia de que todo fenómeno terrenal se debe a un estado de la mente. El templo de Shalu era conocido en el lejano oriente por su dedicación a esta corriente filosófica y su sabiduría budista.
Hacia el año 1800 el monasterio era menos influyente, y los eruditos tibetanos elegían para estudiar el monasterio de Samye que se había convertido en el más influyente del Tíbet, políticamente hablando. El monasterio cayó en ruina y pocos restos de la estructura de 1330 permaneció en pie, salvo el edificio principal, aunque con los soportes de las azoteas dañados, y el muro exterior, con algunos murales del siglo XIV de las paredes externas del templo que siguen el esquema iconográfico desarrollado por Buton. de 2005.

## Arte en el templo
Uno de los murales que se conservan del siglo XIV es una alegoría en la cual un elefante que representa un alma humana se eleva a través de muchos pasos y ensayos terrenales al nirvana, en el que progresivamente se convierte en blanco y más puro por el proceso de limpieza. 
Las reglas exactas para ser un monje tibetano todavía se encuentran en las paredes: cómo deben colocar los monjes sus trajes, cómo comportarse en el patio central, Deyangshar. 
Los mándala conservados están ocultos por cerca de cien Thankas, banderas budistas pintadas o bordadas, que suelen llevarse en procesiones ceremoniales. Estos thankas fueron en su mayoría bordados en Hangzou (China) en la década de 1920. 
Solamente dos capillas del templo de Shalu están abiertas a los turistas aunque se asignaron fondos en 1995 para el arreglo de la azotea y la restauración de la estructura del siglo XIV, reparaciones que debían estar realizadas en el año 2005.

## Interior del monasterio
El templo interior de Shalu Lakhang está en el centro del monasterio. En el suelo está representado Sakyamuni, Buda Gautama, con sus discípulos. Las capillas que lo flanquean contienen respectivamente los libros Tanjur y Kanjur. Las capillas del piso de la azotea son estructuras azules embaldosadas, típicamente chinas, conteniendo a Sakyamuni, Buton, y Budas Arhats. Los antiguos y delicados murales cubren las paredes del monasterio, representando sobre todo historias de la vida de Buda. Estas obras de arte necesitan urgentemente de restauración y conservación. 

## Tesoros
Shalu tiene cuatro tesoros de gran valor. 
- Un tablero de sutra, de 700 años de antigüedad que no se puede volver a montar una vez roto, un fragmento de sutra impreso en el tablero se considera que otorga buena suerte.
- Una urna de latón, que se cubre con un pedazo del paño rojo y sellada; el agua santa que contiene puede limpiar 108 clases de suciedades, y se cambia cada 12 años.
- Un lavabo de piedra, que era el del constructor Chetsun Sherab Jungnay, fechada en 1040.
- Una tablilla de piedra, que fue encontradadurante la primera construcción de Shalu. La tablilla exhibe un mantra en el que se lee "om mani Padme Hum" y tiene cuatro estupas talladas en ella.

## Galería

Monasterio de Shalu
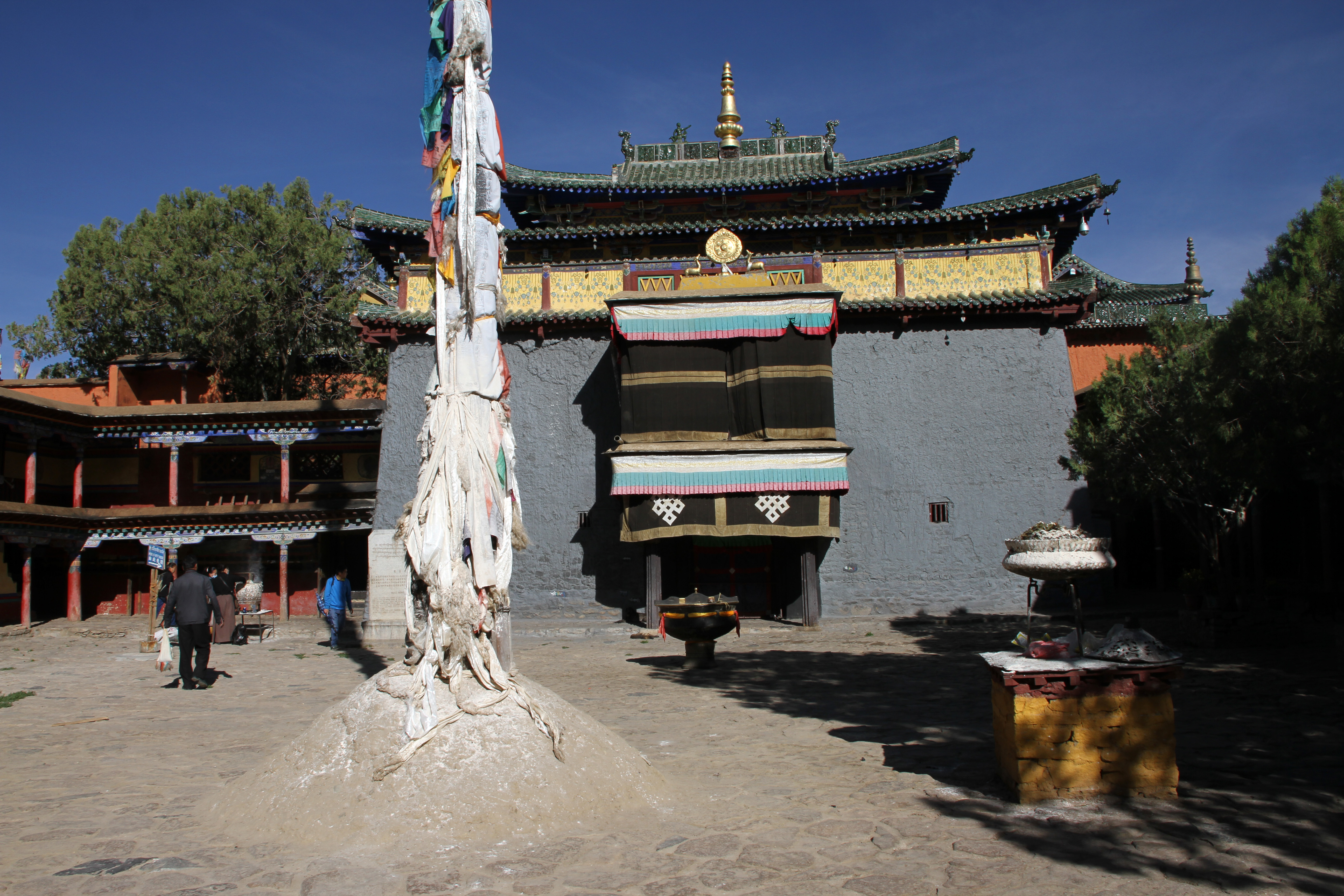
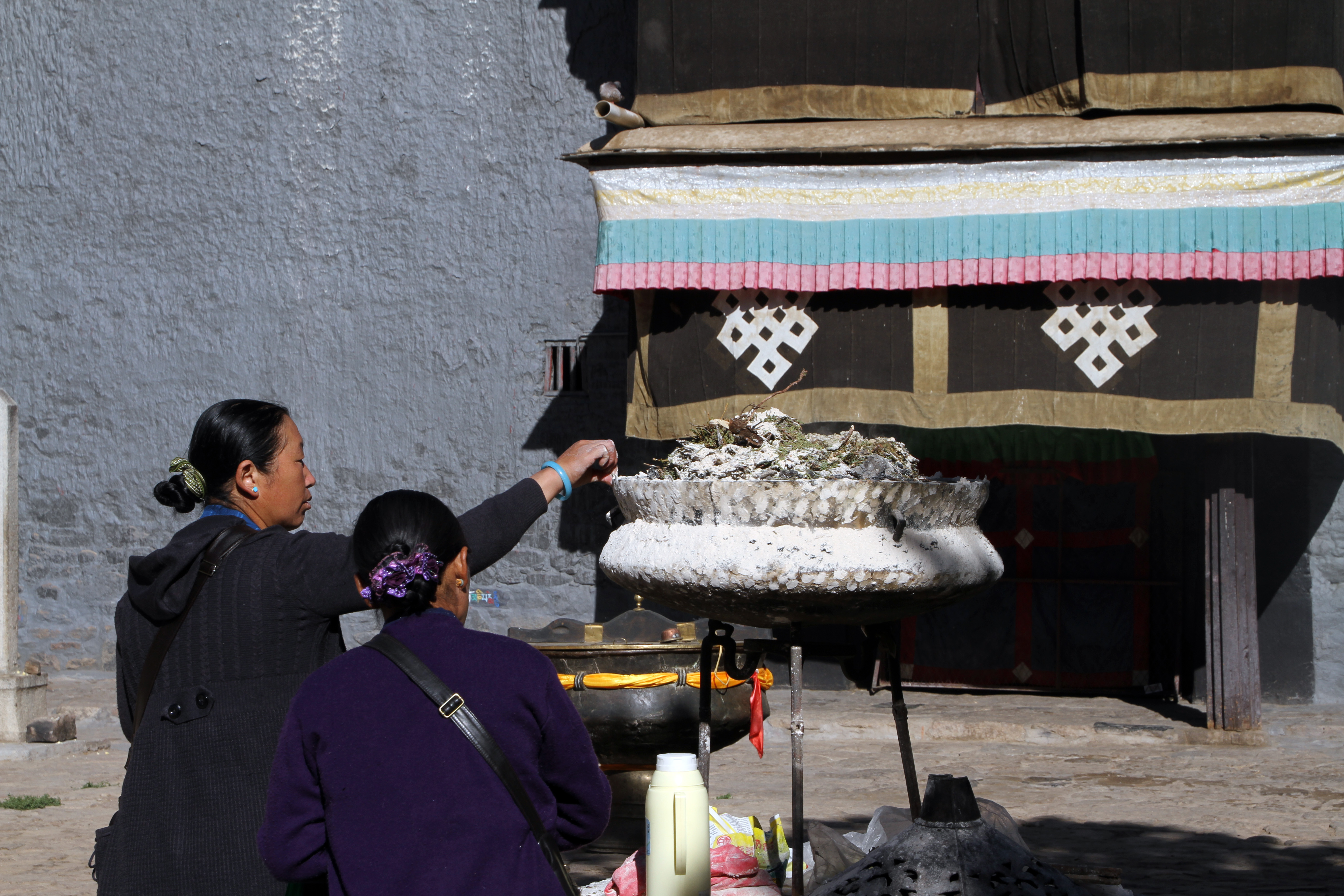
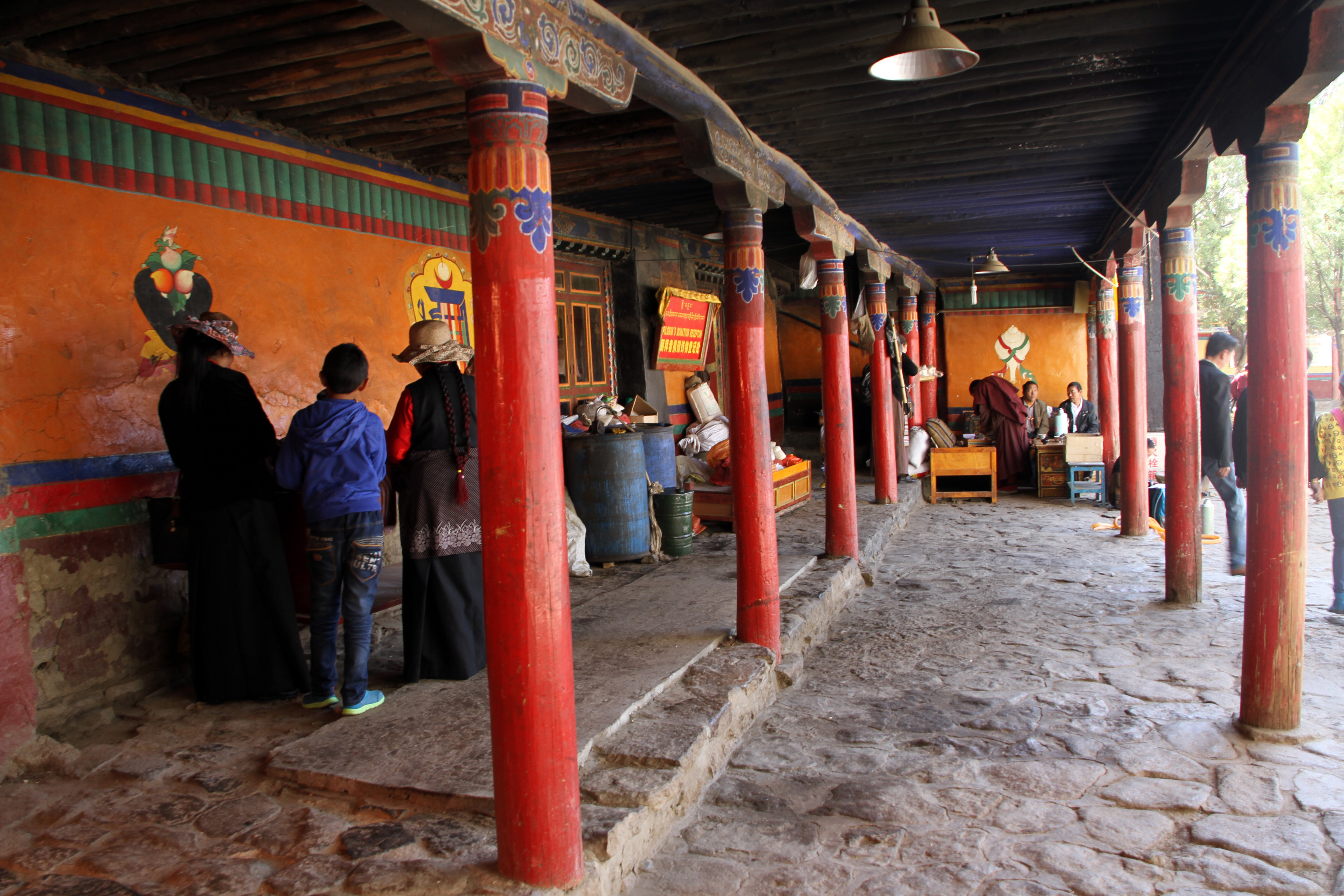
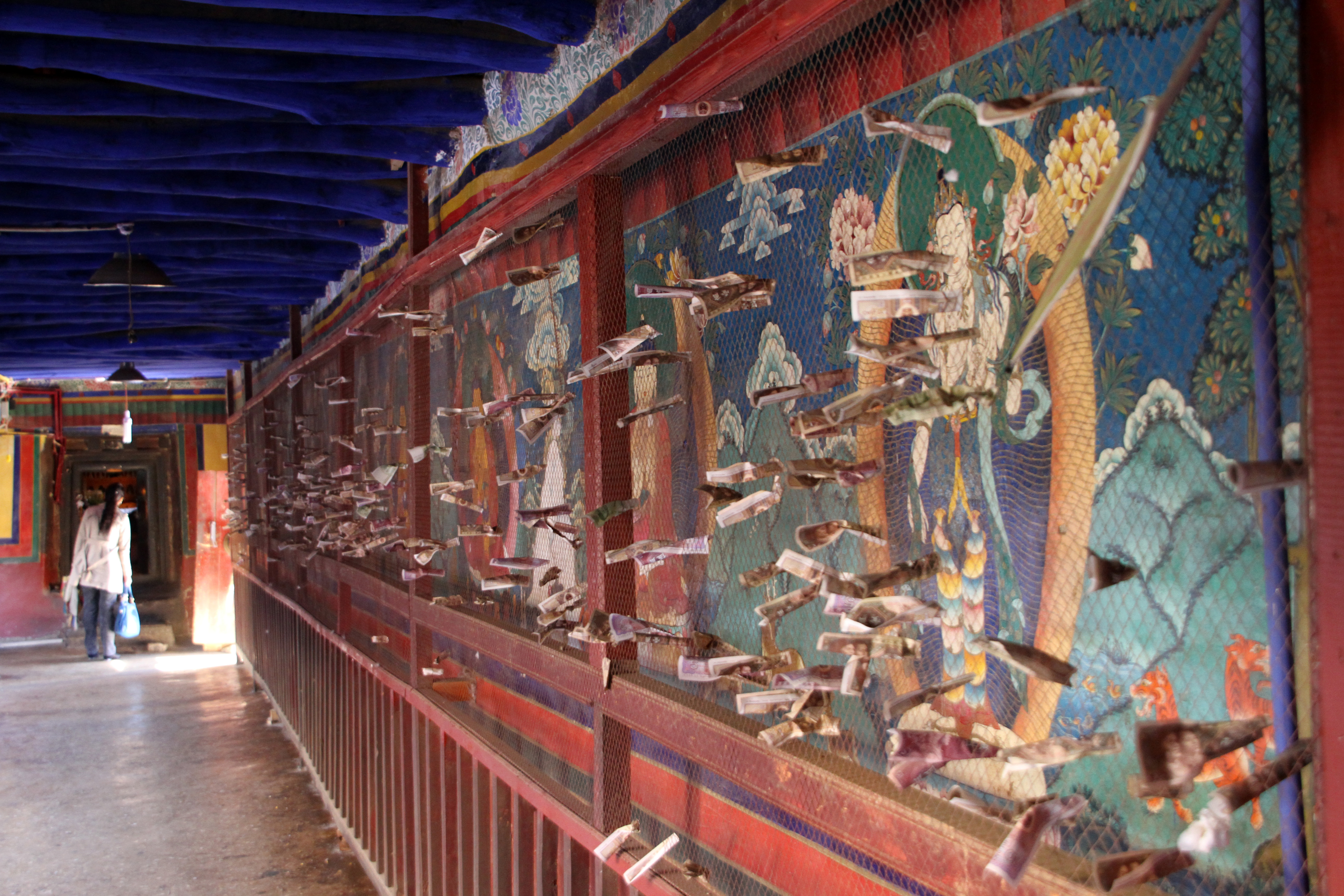
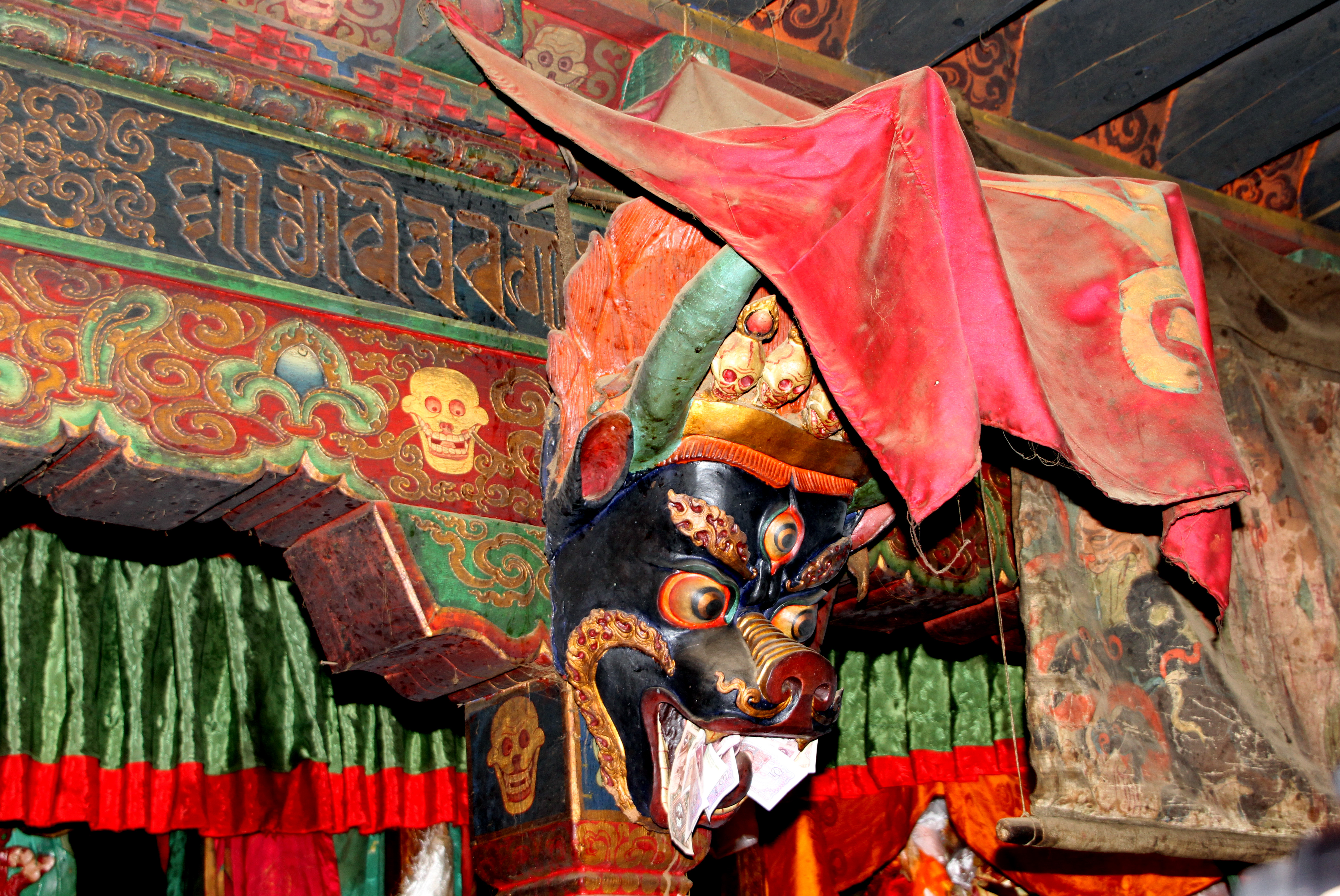
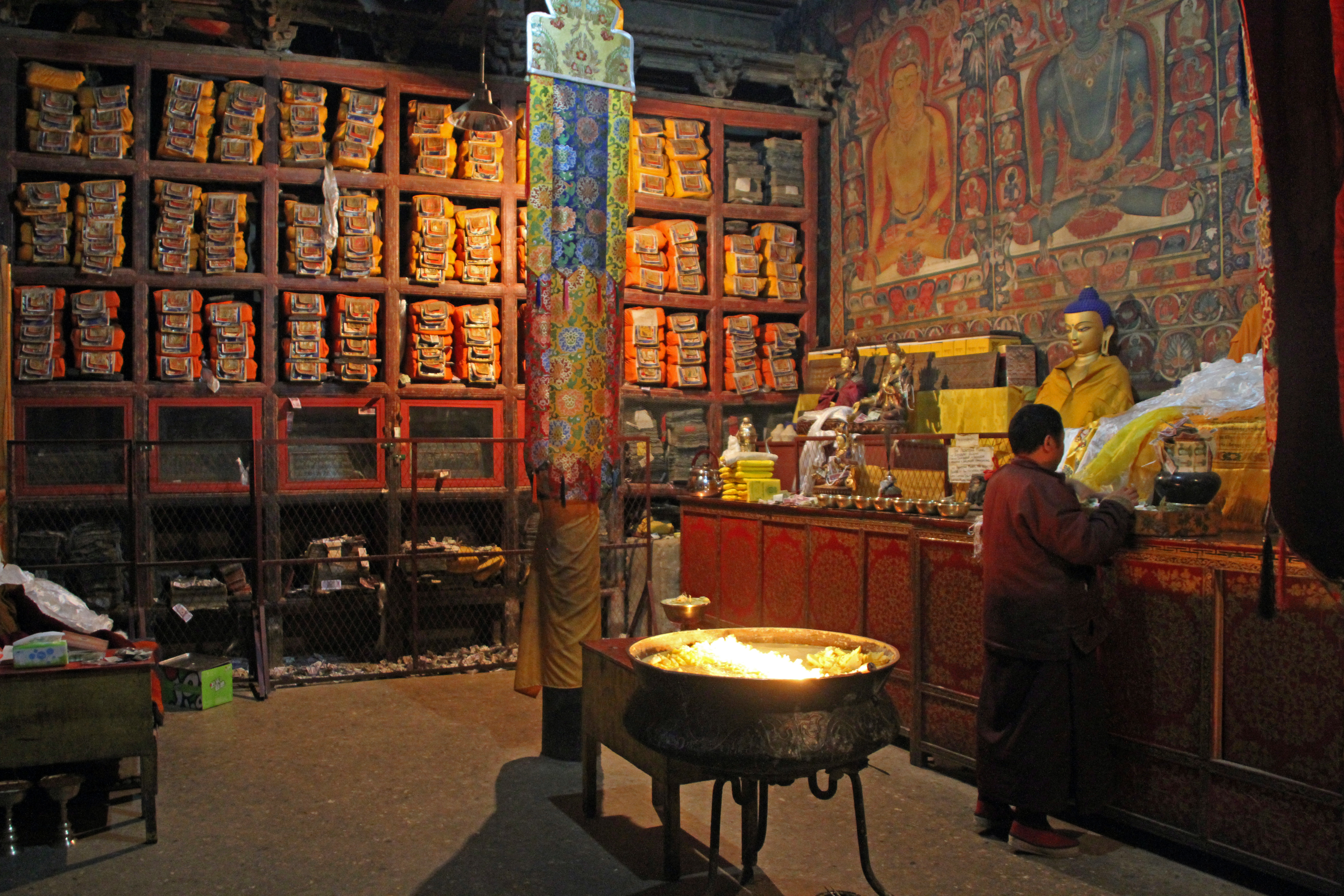
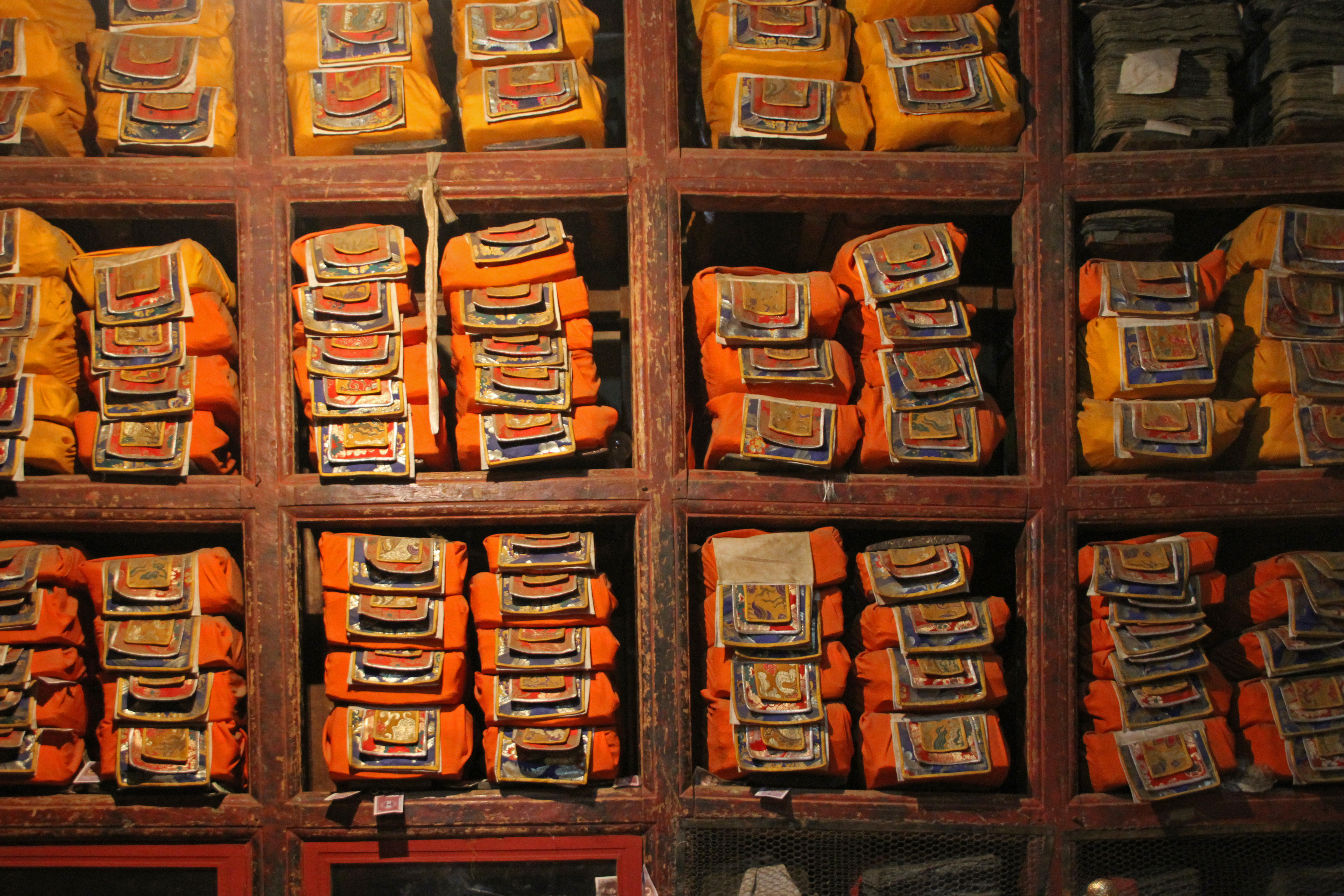